# La Sauve
La Sauve is een gemeente in het Franse departement Gironde (regio Nouvelle-Aquitaine). De plaats maakt deel uit van het arrondissement Bordeaux. La Sauve telde op 1 januari 2022 1.594 inwoners. De belangrijkste bezienswaardigheid van het dorp is de abdij van Sauve-Majeure.

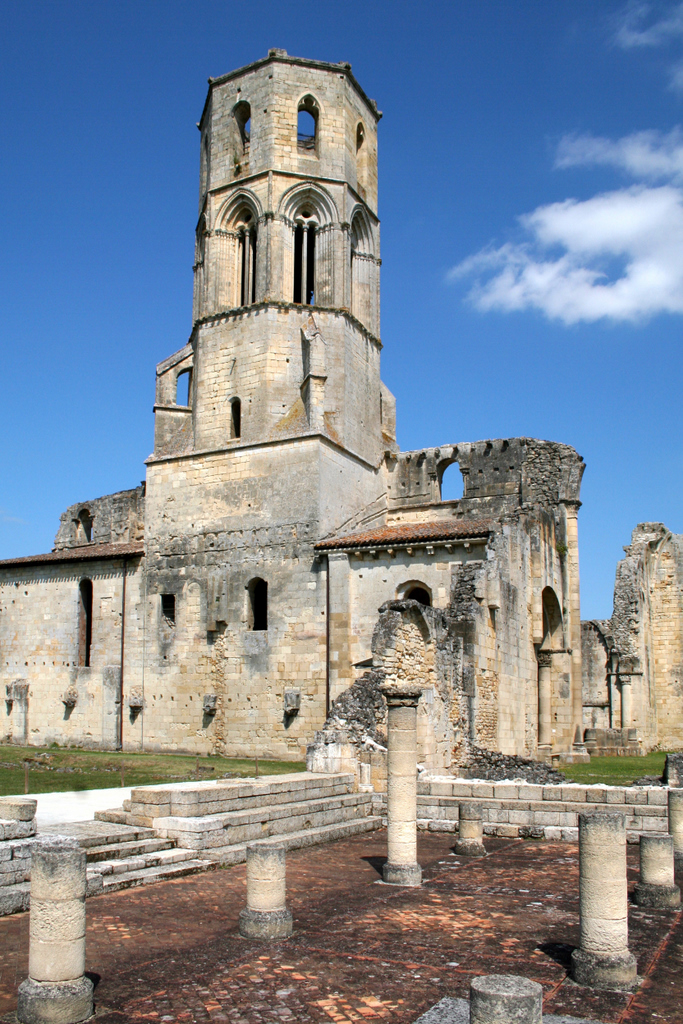
Abdij van Sauve-Majeure

## Geografie
De oppervlakte van La Sauve bedroeg op 1 januari 2022 18,64 vierkante kilometer; de bevolkingsdichtheid was toen 85,5 inwoners per km².

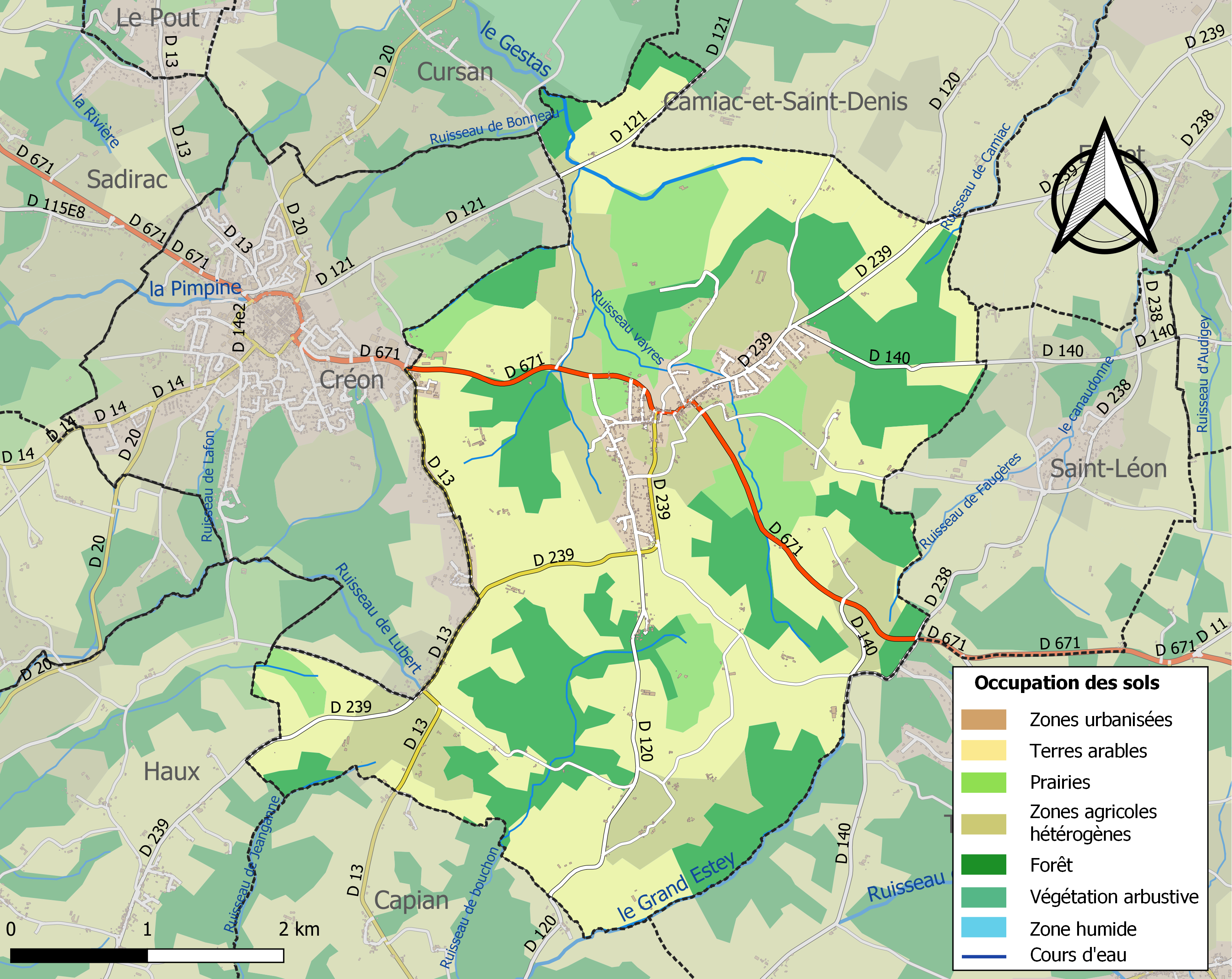
Kaart van de gemeente met belangrijkste infrastructuur, bodemgebruik en omliggende gemeenten

## Demografie
Onderstaande figuur toont het verloop van het inwonertal (bron: INSEE-tellingen).